# Aua
Aua es una isla del Archipiélago de Bismarck. Es parte  de las Islas Occidentales, región y provincia de Manus del norte de Papúa Nueva Guinea

## Historia
El primer avistamiento por europeos de la isla de Aua fue por el navegante español Iñigo Ortiz de Retes el 27 de julio de 1545 cuando a bordo de la carraca San Juan intentaba regresar de Tidore a la Nueva España. Cartografió esta isla junto con las islas cercanas, Wuvulu y Manu, como La Barbada.